# أولاد العامر (العتامنة)
أولاد العامر هو دُوَّار يقع بجماعة لعثامنة، إقليم بركان، جهة الشرق في المملكة المغربية. ينتمي الدوّار لمشيخة العتامنة التي تضم 7 دواوير. يقدر عدد سكانه بـ 657 نسمة حسب الإحصاء الرسمي للسكان والسكنى لسنة 2004.

## روابط خارجية
- البوابة الوطنية للجماعات الترابية
- المندوبية السامية للتخطيط